# Neuroleon apicalis
Neuroleon apicalis är en insektsart som beskrevs av Navás 1915. Neuroleon apicalis ingår i släktet Neuroleon och familjen myrlejonsländor. Inga underarter finns listade i Catalogue of Life.